# خوسيه أندريس بيريز
خوسيه أندريس بيريز (بالإسبانية: José Andrés Pérez)‏ (26 سبتمبر 1972 بليون في المكسيك - ) هو لاعب كرة قدم مكسيكي في مركز الدفاع.